# Vorderstoder
Vorderstoder – gmina w Austrii, w kraju związkowym Górna Austria, w powiecie Kirchdorf an der Krems. Liczy 796 mieszkańców.